# André Ferroud
« Ferroud » redirige ici. Pour les autres significations, voir Ferroud (homonymie).

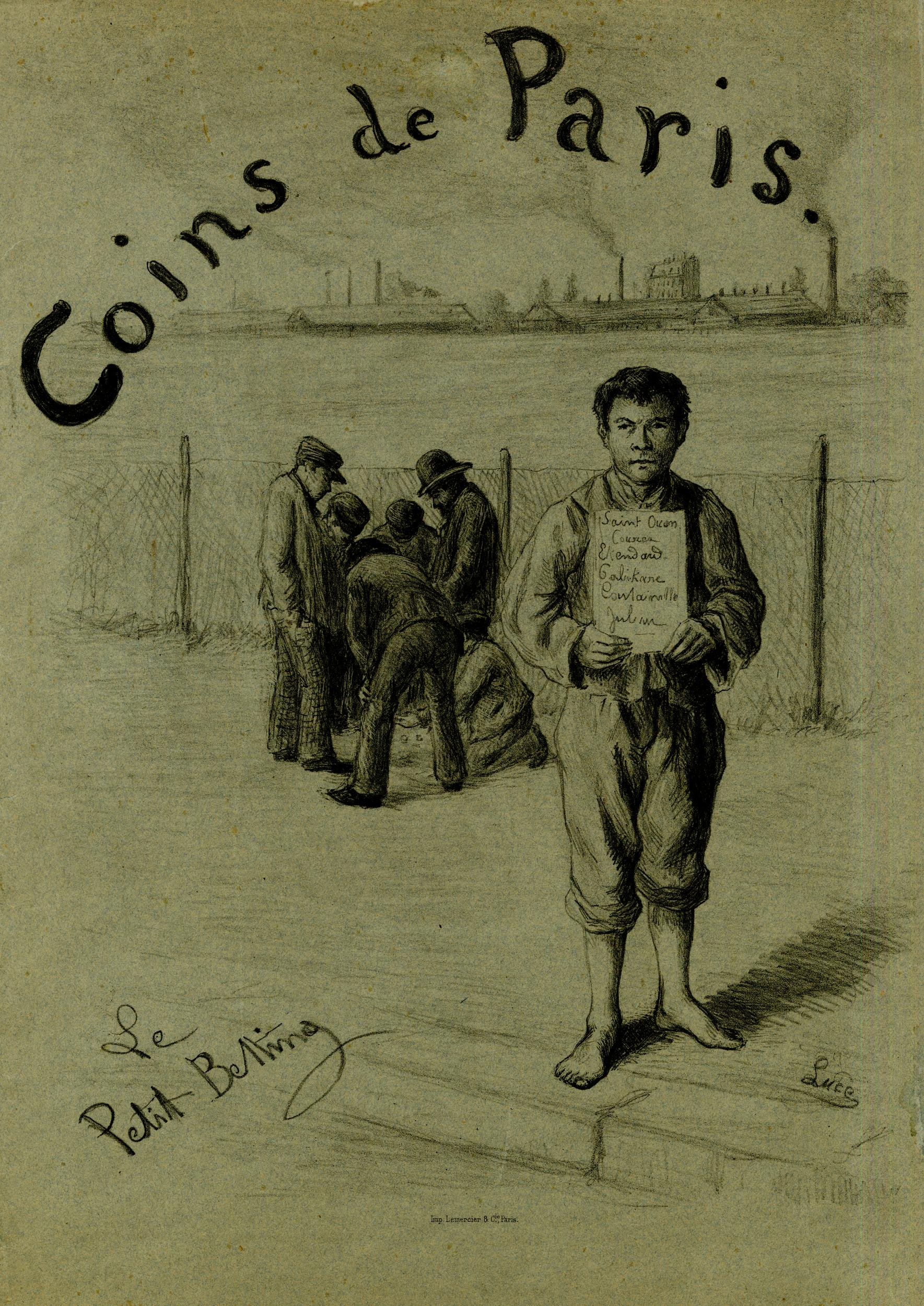
Couverture du Coins de Paris. Le Petit Betting (1890) de Gustave Bogey, illustré par Maximilien Luce.

André Ferroud, né le 7 octobre 1849 à Aix-les-Bains (Savoie) et mort le 20 octobre 1921 à Neuilly-sur-Marne, est un éditeur français, spécialisé dans la haute bibliophilie.

## Biographie
André Ferroud fonde la Librairie des amateurs en 1878, à Paris au no 210 du boulevard Saint-Germain, avant de migrer vers le no 127 du même boulevard.
En 1903, André Ferroud, malade, transmet son commerce à son neveu, François Ferroud (mort le 13 mars 1949), qui le gérait déjà depuis quelques années, en lien d'affaires entre autres avec Jérôme Doucet. À l'enseigne des éditions F. Ferroud et aussi de celle de la  Librairie des amateurs (jusqu'en 1925), paraissent de nombreux ouvrages illustrés.